# Emilio Pettoruti
Emilio Pettoruti né le 1er octobre 1892 à La Plata et mort le 16 octobre 1971 à Paris est un peintre argentin.